# Bekir Çobanzade
Bekir Çobanzade (Sıdqiy) (Бекір Чобан-заде; Bilohirsk, 15 maggio 1893 – Baku, 13 ottobre 1937) è stato un letterato e poeta tataro di Crimea, vittima delle grandi purghe staliniane.
Nel bel mezzo di una brillante carriera accademica, a 44 anni, Çobanzade fu arrestato e condannato a morte dalle autorità sovietiche per presunte attività sovversive contro lo Stato. La sua poesia continua a godere di popolarità tra i tatari di Crimea.

## Biografia
Çobanzade nasce in una famiglia di umili origini in un villaggio situato nei pressi di Qarasubazar (Bilohirsk) nella penisola di Crimea. Suo padre era un pastore ("çoban" in tataro), e il suo cognome patronimico significa appunto del pastore. Quando era ancora un ragazzino, Bekir aiutava suo padre a far pascolare la loro mandria di pecore, e queste prime esperienze in campagna hanno lasciato un'impronta indelebile sulla sensibilità del ragazzo. Molte delle sue poesie sono piene di descrizioni di scene pastorali ambientate in Crimea. 
Bekir Çobanzade ha ricevuto la sua prima educazione in Crimea e successivamente ad Istanbul. Nel 1916 si trasferì a Budapest per iscriversi all'Università Cattolica Pázmány Péter, dove ottenne un dottorato nel 1919. Dopo il suo ritorno in Crimea, ha insegnato la lingua tatara di Crimea e la letteratura presso l'Istituto di Pedagogia di Sinferopoli (Aqmescit) e in seguito ha accettato la cattedra di turcologia presso l'Università di Crimea nel 1922. Nei primi mesi del 1925, si trasferisce in Azerbaigian per diventare professore di turcologia all'Università statale di Baku. 
Nel gennaio 1937, Çobanzade è stato collocato in aspettativa senza stipendio dietro ordine dell'Accademia sovietica delle scienze e successivamente arrestato. Nel corso di un processo di 20 minuti, è stato giudicato colpevole e condannato a morte. È stato giustiziato il 13 ottobre 1937. 
Venti anni dopo la sua morte, in risposta a un appello dalla moglie di Çobanzade, un tribunale militare dell'Unione Sovietica ha ribaltato la decisione contro di lui. La Corte ha dichiarato che le accuse contro Çobanzade erano infondate e riabilitato il poeta.